# 雷蒙德·艾波
小雷蒙德·沃尔特·艾波（英語：Raymond Walter Apple Jr.，1934年11月20日—2006年10月4日），是《纽约时报》的副主编，写的最多的是政治类、旅游类和食品类主题作品。

## 職業生涯
1950年代，他在《華爾街日報》開始了自己的職業生涯，報道商業和社會問題，包括民權運動初期。 1957年至1959年，他在美國陸軍擔任記者和演講撰稿人，服役期滿後重返《華爾街日報》。 1961年，他進入NBC新聞工作，並與湯姆·布羅考成為終生好友。在美國全國廣播公司 (NBC) 任職期間，艾波為《亨特利-布林克利報道》 (The Huntley-Brinkley Report) 擔任記者，並憑藉其工作獲得了艾美獎。在他29次參加查理羅斯脫口秀節目的最後一次節目中，他說職業生涯中最令人滿意的時刻是報導美國民權運動的時候。
1963年，艾波加入《紐約時報》，在該報工作了30多年，撰寫了100多個國家的外國通訊，包括越南戰爭報導 - 他深入淺出的發問揭露了被稱為 「五點鐘鬧劇 」的軍事簡報的不可靠性 - 比亚法拉危機、伊朗革命以及蘇聯集團共產黨政府的倒台。此外，他還擔任過《泰晤士報》在西貢、拉哥斯、內羅比、倫敦和莫斯科的分社社長。
在越南，艾波擔任《紐約時報》分社社長時表現突出，並因其工作贏得了許多獎項。他在1967年的一篇長文章《僵局的形成》（The Making of a Stalemate）中，揭露了美軍在經過2+1⁄2年的戰鬥，並在該國約有50萬名軍人的情況下，仍無法在戰爭中取得進展。 將近40年後，有人揭露那篇影響深遠的報導的主要來源之一，是美軍第三軍團（即西貢周圍地區）司令官Frederick Weyand中將。
艾波報導了越南戰地的戰鬥故事。1966年，他在一個村莊採訪交火時，幾乎被友軍射殺，一顆機槍子彈穿透了他的褲子後面，將他的皮帶劈成兩半。
Timothy Crouse 在他的著作《巴士上的男孩》（The Boys on the Bus）中對記者採訪1972年總統競選時的艾波做了介紹。記者們 "在他身上認出了許多自己的特徵，而且這些特徵被怪異地放大了。這種認知帶來的震撼讓他們感到害怕。艾波和他們一樣，只是更加明目張膽。他公開展示了他們試圖隱藏的缺點：缺乏安全感、野心勃勃、誇誇其詞 「以及 」對權勢人物的弱點"。
1993年至1997年，他擔任華盛頓特區分社社長。1970年代，他還擔任過該報的全國政治記者，報導過1972年的總統選舉。
除了《紐約時報》和《華爾街日報》，艾波還在許多著名雜誌上發表過文章，包括《大西洋》、《时尚先生 (Esquire)》、《GQ》和《Gourmet》。